# Kacuren gusuku
Kacuren gusuku (japonsky: 勝連城) je gusuku (pevnost) ve městě Uruma (dříve Kacuren) na ostrově Okinawa, Japonsko. Protože je pevnost ze dvou stran obklopena Tichým oceánem, je také nazývána „Oceánská pevnost“. Svůj „zlatý věk“ prožila Kacuren gusuku v polovině 15. století, kdy ji ovládal mocný aristokrat Amawari. Z této doby pocházejí cenné dlaždice a čínský porcelán nalezené při vykopávkách v Kacurenu. Takové nálezy svědčí o tom, že Kacuren byla důležitou vstupní branou na ostrov pro obchodníky z okolních zemí.
Kacuren gusuku bylo v roce 2000, společně s dalšími památkami v prefektuře Okinawa, zapsáno na Seznam světového dědictví UNESCO pod názvem Gusuku a související památky na Království Rjúkjú.